# Городецький Євген-Ігор Теодорович
Євген-Ігор Теодорович Городецький (27 вересня 1935, с. Ясенівці, нині Золочівського району Львівської області — 23 червня 2000, м. Тернопіль) — український вчений, педагог. Доктор технічних наук України, професор (1991).

## Життєпис
Закінчив Львівський поліграфічний інститут (1959, нині Українська академія друкарства).
Працював на кафедрі хімії Українського інституту водного господарства у Рівному (1960—1967).
Від 1972 — в Тернопільському медичному інституті (нині державний медичний університет), асистент, старший викладач, доцент кафедри неорганічної хімії, 1985—1998 — завідувач кафедри загальної хімії, від 1998 — професор кафедри медичної хімії.

## Доробок
Досліджував властивості алкулфенолів, способи отримання біофенольних антиоксидантів. Автор більше 100 наукових публікацій та 11 винаходів.
Праці:
- Каталитические свойства сульфата железа в реакции деалкилирования 2,6-ди-трет-бутил-4-метилфенола // Кинетика и катализ. 1987. Т. 28, № 6;
- Экстракционный способ получения 2,2-метилен-бис (6-трет-бутил- 4-метилфенола) // Нефтехимия. 1988. Т. 28, № 6;
- Экстракционный способ проведения формальдегидной конденсации // УХЖ. 1989. Т. 55, № 8 (співавтор);
- Получение 2,2-метилен-бис (4,6-динонилфенола) экстракционным методом // Нефтехимия. 1997. Т. 37, № 6.